# ТЕС Делесто
ТЕС Делесто — теплова електростанція на північному сході Нідерландів у провінції Гронінген.
Площадка станції розташована на узбережжі естуарію річки Емс, у індустріальному парку хімічного спрямування Chemie Park Delfzijl. Останній забезпечує попит на теплову енергію і тим самим підвищує ефективність роботи станції. За усталеною для такої комбінації схемою управління станцією здійснює відома енергетична компанія (в даному випадку — RWE), тоді як власність на станцію належить хімічному концерну Azko Nobel. В 1987 році тут ввели в експлуатацію перший енергоблок у складі трьох однотипних газових турбін компанії General Electric із серії Frame 6E потужністю по 55 МВт. Також блок може постачати до 360 тон пари на годину для промислових споживачів.
У 1999 році станцію доповнили другим блоком, цього разу спорудженим за технологією комбінованого парогазового циклу. Він також обладнаний турбінами компанії General Electric: однією газовою 9001FA та однією паровою, які разом забезпечують електричну потужність у 360 МВт. Крім того, блок може постачати до 320 тон пари на годину для промислових споживачів.